# SRG SSR

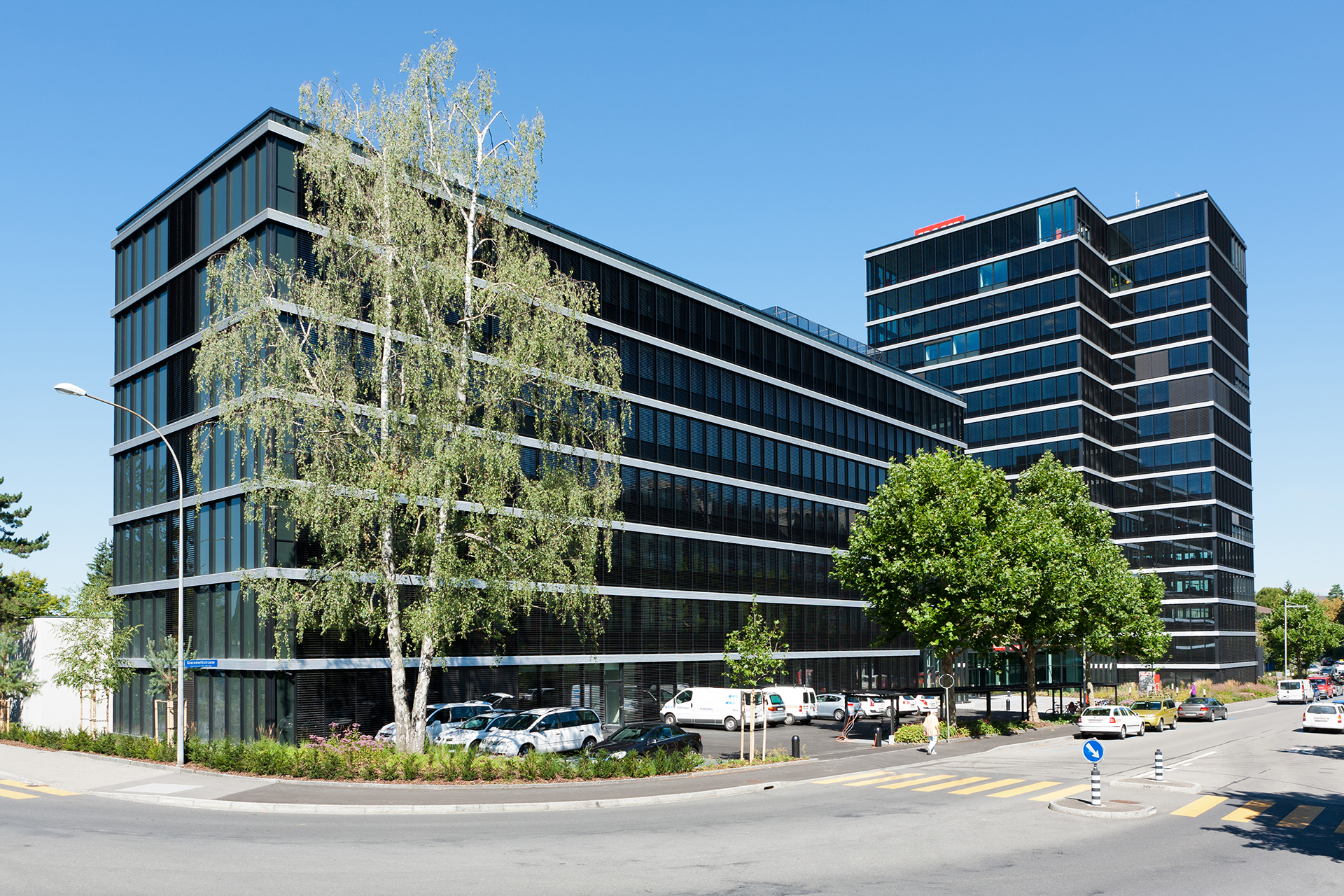
Siedziba SRG SSR w Bernie

SRG SSR (niem. Schweizerische Radio- und Fernsehgesellschaft, fr. Société suisse de radiodiffusion et télévision, wł. Società svizzera di radiotelevisione, rom. Societad svizra da radio e televisiun) – szwajcarski publiczny nadawca radiowo-telewizyjny, działający w formule prawnej federacji czterech organizacji regionalnych. Powstał w 1931 roku i pełni rolę organizacji-matki wobec wszystkich kanałów publicznego radia i telewizji nadawanych w Szwajcarii, we wszystkich czterech językach urzędowych tego państwa, a także dla międzynarodowych kanałów radiowych nadawanych po angielsku oraz internetowych portali informacyjnych.

## Struktura

### Organizacje członkowskie
Członkami SRG SSR są cztery organizacje regionalne, po jednej dla każdej ze stref językowych Szwajcarii: 
- Schweizer Radio und Fernsehen (SRF) – dla strefy języka niemieckiego
- Radio Télévision Suisse (RTS) – dla strefy języka francuskiego
- Radiotelevisione svizzera (RSI) – dla strefy języka włoskiego
- Radiotelevisiun Svizra Rumantscha (RTR) – dla strefy języka romansz

SRF i RTS same są federacjami, złożonymi z mniejszych, lokalnych organizacji, zaś z kolei RSI i RTR mają jednolitą strukturę. Na najniższym szczeblu członkami tych organizacji są osoby fizycznie, łącznie ok. 20 tysięcy, które interesują się tematyką publicznej radiofonii i telewizji, zaś ich udział w SRG SSR odbywa się na podobnych zasadach jak aktywność w stowarzyszeniach. Zarazem osoby te reprezentują szwajcarskie społeczeństwo, które – poprzez abonament radiowo-telewizyjny – finansuje ok. 70% kosztów działania SRG SSR. 
Rada Dyrektorów SRG SSR, będąca najwyższym centralnym organem zarządzającym, odpowiednikiem rady nadzorczej w spółkach prawa handlowego, składa się z dziewięciu osób:  czterech dyrektorów organizacji regionalnych, dwóch członków wskazanych przez rząd federalny Szwajcarii oraz trzy osoby wybrane – metodą wyborów pośrednich – przez szeregowych członków czterech organizacji. 

### Oddziały
SRG SSR prowadzi działalność operacyjną za pośrednictwem swoich pięciu oddziałów: 
- SRF – nadawca kanałów w języku niemieckim
- RTS – nadawca kanałów w języku francuskim
- RSI – nadawca kanałów w języku włoskim
- RTR – nadawca kanału w języku romansz
- swissinfo.ch(inne języki) – wydawca portali informacyjnych w dziesięciu językach